# Fest i byn
Fest i byn (franska: Jour de fête) är den franske regissören Jacques Tatis första långfilm, från 1949. Den handlar om brevbäraren François, spelad av Tati själv, som efter att ha druckit några glas vin för mycket ser en reklamfilm från det amerikanska postverket som visas av ett resande tivoli och beslutar sig för att effektivisera postutdelningen med sina egna metoder. Filmen bygger delvis på Tatis kortfilm Skolan för brevbärare (L'école des facteurs) från 1947.

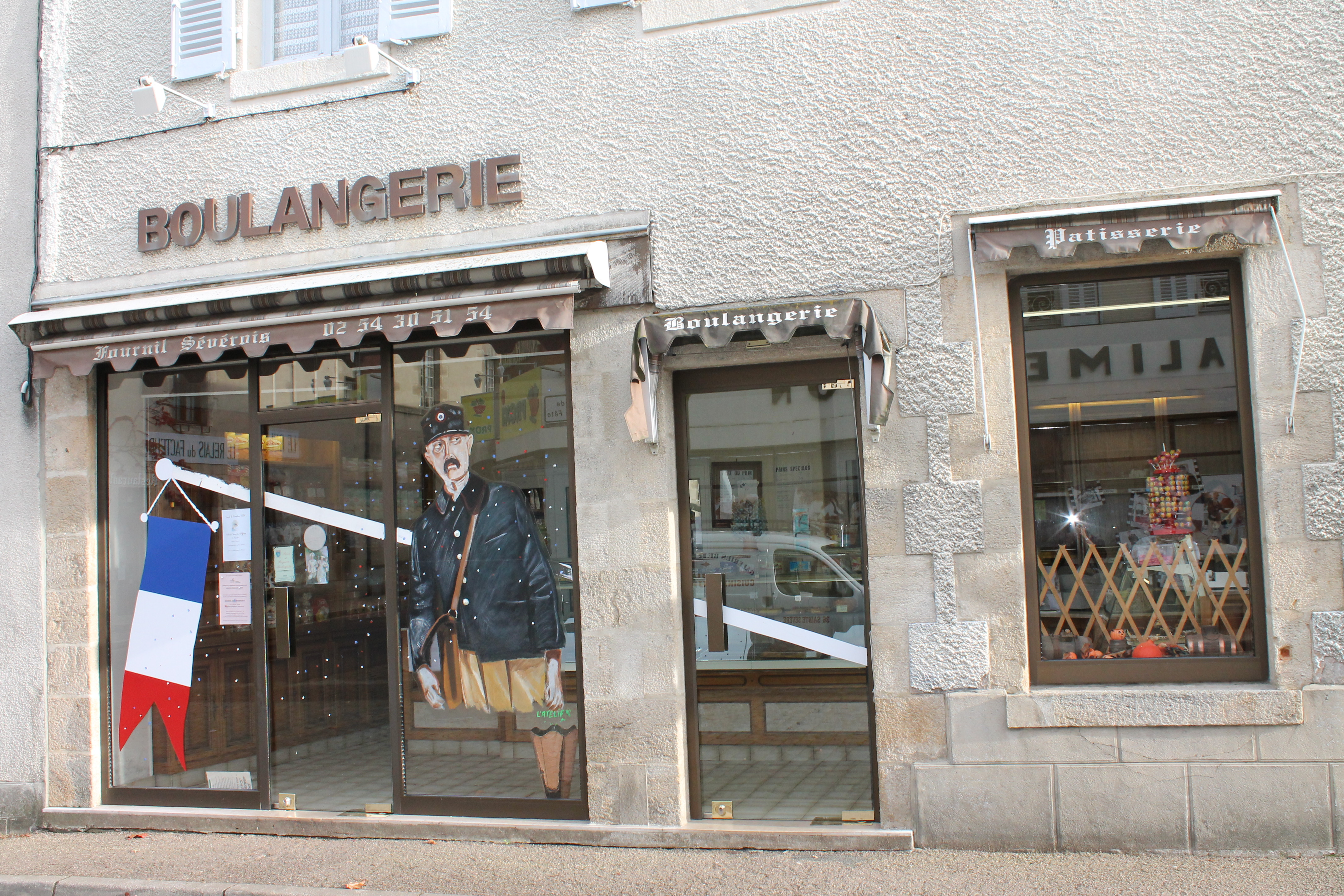
Porträtt av brevbäraren François målad på ett butiksfönster i Saint-Sévère-sur-Indre.

## Stil och produktion
Flera av Tatis karaktäristiska drag som setts i hans kortfilmer kunde i Fest i byn för första gången ses i långfilmsversion. Filmens humor är till största delen visuell, liknande stumfilmer. Med dialog som mest syftar till att förklara handlingen och föra den framåt. Filmens icke-visuella humor är mest i form av ljudeffekter och Tati använder såväl röster som bakgrundsljud på ett kreativt sätt för att skapa humor. En del i filmens handling är västvärldens förmåga att förlita sig på teknik för att lösa sina problem, ett tema som kom att återkomma i Tatis senare filmer. 
Fest i byn spelades in i både färg (Thomson-color) och svartvitt. Tatis plan var att lansera filmen i färg, som den första franska långfilmen i färg, men fruktade problem med Thomson-colormetoden. En fruktan som visade sig vara befogad när det visade sig att färgfilmen inte gick att framkalla. Filmen lanserades således 1949 i svartvitt, med enstaka inslag av färg, handkolorerade av Tati. Ny teknik möjliggjorde 1995 att restaurera färgkopian, ett arbete som slutfördes under ledning av Tatis dotter Sophie Tatischeff och François Ede.
Filmen är till största delen inspelad i och runt Sainte-Sévère-sur-Indre i centrala Frankrike. Många bybor ställde upp som statister under inspelningen.

## Roller
- Jacques Tati - François (brevbäraren)
- Guy Decomble - Roger
- Paul Frankeur - Marcel
- Santa Relli - Rogers fru
- Maine Vallée - Jeannette
- Delcassan
- Roger Rafal - Frisör
- Robert Balpo